# Wolff (herb szlachecki)
Wolff – kaszubski herb szlachecki, herb własny rodziny Wolff.

## Opis herbu
Opis z wykorzystaniem klasycznych zasad blazonowania:
W polu srebrnym wilk wspięty czerwony. Bezpośrednio na tarczy korona. Brak labrów.

## Najwcześniejsze wzmianki
Herb wymieniany w uzupełnieniach do herbarza wymarłej szlachty pruskiej Siebmachera (Ausgestorbener Preussischer Adel. Provinzen Ost- und Westpreussen. Supplement., 1900 rok) jako herb Wolffów, którzy w 1772 roku posiadali Częstkowie.

## Rodzina Wolff (Wulf)
Rodzina wzmiankowana po raz pierwszy na Kaszubach w XVI wieku (1561 Tewess Wolff, 1570 Łukasz Wolff i jego bracia Grzegorz, Bartłomiej i Jakub). Początkowo wymieniani w Modrzejewie i Mściszewicach, w latach późniejszych posiadali działy w szeregu innych wsi, od których przybierali nazwiska odmiejscowe. Dwuczłonowe nazwisko Wulf Częstkowski odnotowano po raz pierwszy w 1601 roku (Piotr Częstkowski alias Wulff z Częstkowa).

## Herbowni
Wolf (Wolff, Wulff, Wulf, Wulfken, Vulff) także z przydomkiem Częstkowski (Czeczkowski, Czenkowski, Czenstkowski, Czerskowski, Czękowski, Częstowski). Nie są znane herby Wolfów z innymi przydomkami (Cieszyński, Kętrzyński, Mściszewski, Pałubicki, Połczyński, Zakrzewski, Łebiński), ale możliwe że były one podobne jeśli nie identyczne (herb mówiący).